# Raymondia boquieni
Raymondia boquieni är en tvåvingeart som beskrevs av Vermeil 1966. Raymondia boquieni ingår i släktet Raymondia och familjen lusflugor.
Artens utbredningsområde är Kongo. Inga underarter finns listade i Catalogue of Life.